# Frontière entre l'Idaho et le Wyoming
La frontière entre l'Idaho et le Wyoming est une frontière intérieure des États-Unis délimitant les territoires de l'Idaho à l'ouest et du Wyoming à l'est.
Son tracé rectiligne orientée nord-sud, suit le 111e méridien ouest depuis la Continental Divide (la ligne de partage des eaux entre l'océan Pacifique, l'océan Atlantique et l'océan Arctique) jusqu'au 42e parallèle nord.
Un monument en hommage aux pionniers est érigé à la frontière entre l'Idaho, le Wyoming et l'Utah.

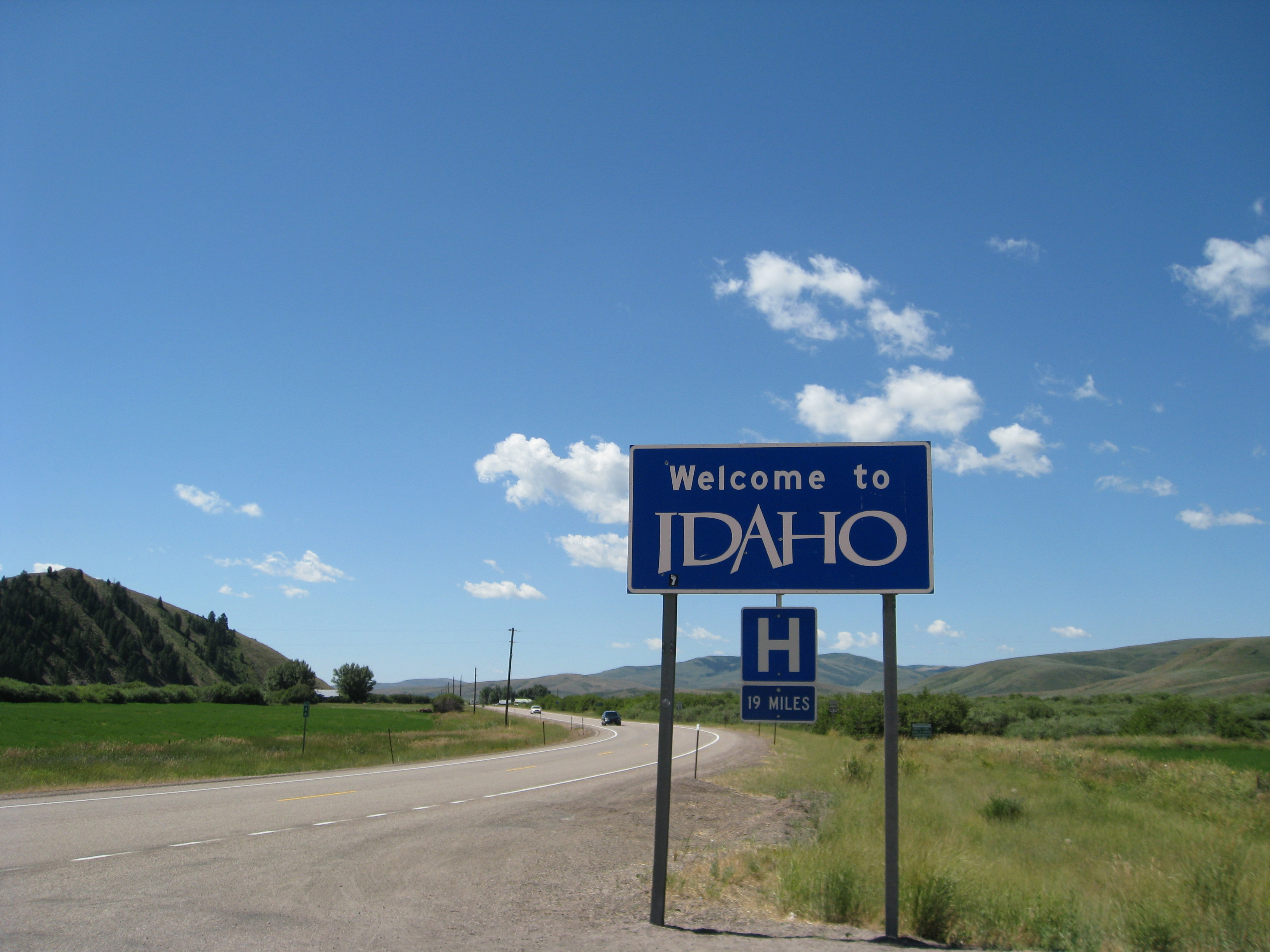
Entrée en Idaho depuis le Wyoming.